# Henotesia bicristata
Henotesia bicristata är en fjärilsart som beskrevs av Paul Mabille 1878. Henotesia bicristata ingår i släktet Henotesia och familjen praktfjärilar. Inga underarter finns listade i Catalogue of Life.